# فيل دي دراغيفا
فيل دي دراغيفا (بالإنجليزية: Fil de Dragiva)‏ هو أحد جبال سلسلة جبال الألب ليبونتيني وجزء من القمة الأم تشيما دي غاجيالا يقع في كانتون غراوبوندن، سويسرا. يبلغ ارتفاع الجبل حوالي 2786 متر، بينما يبلغ ارتفاع نتوء الجبل 198 متر.